# Umazuracola elongatus
Umazuracola elongatus is een eenoogkreeftjessoort uit de familie van de Taeniacanthidae. De wetenschappelijke naam van de soort is voor het eerst geldig gepubliceerd in 2006 door Ho, Ohtsuka & Nakadachi.